# Baker McKenzie House
Het Baker McKenzie House, tot 2016 Baker & McKenzie House, is een kantoorgebouw aan de Claude Debussylaan in het gebied Mahler4 op de Zuidas te Amsterdam. Het is in gebruik bij de Nederlandse vestiging van het Amerikaanse advocatenkantoor Baker McKenzie.
Het gebouw is ontworpen door de Amerikaanse architect Michael Graves (1934-2015). Het is een van de laagste gebouwen op de Zuidas; de gebouwen rondom zijn veelal veel hoger. Op het platte dak zijn graszoden neergelegd. De inrichting is gedaan door JHK Architecten.

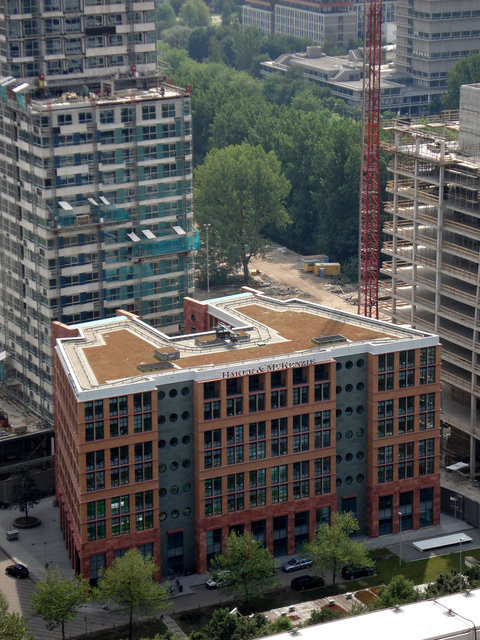
Baker McKenzie House